# Administració de Seguretat i Salut Ocupacional (EUA)
L'Occupational Safety and Health Administration (OSHA, traduït com Administració de Seguretat i Salut Ocupacional) és una agència del Departament de Treball dels Estats Units. El Congrés va establir l'agència sota la Llei de Seguretat i Salut en el Treball, que el president Richard M. Nixon va signar la llei el 29 de desembre de 1970. La missió de l'OSHA és "assegurar unes condicions de treball segures i saludables per als homes i dones que treballen a establir i fer complir les normes i per la capacitació, la divulgació, l'educació i l'assistència". L'agència també s'encarrega de fer complir una varietat de lleis i reglaments dels denunciants. L'OSHA està actualment encapçalada pel subsecretari de Treball David Michaels.